# Trigonotis robusta
Trigonotis robusta là loài thực vật có hoa trong họ Mồ hôi. Loài này được (I.M. Johnst.) I.M. Johnst. miêu tả khoa học đầu tiên năm 1940.